# Карлос Алькарас
Карлос Алькарас Гарфія (ісп. Carlos Alcaraz Garfia; 5 травня 2003, Мурсія, Іспанія) — іспанський професійний тенісист, переможець п'яти турнірів Великого шлема — Відкритого чемпіонату США 2022, Вімблдонського турніру (2023, 2024) та Відкритого чемпіонату Франції (2024, 2025). На початку 2022 року він виграв свої перші титули ATP 500 і Masters 1000 на Rio Open та Miami Open відповідно, і увійшов до десятки найкращих у рейтингу.

## Загальна інформація
Карлос народився в сім'ї Карлоса Алькараса і Вірхінії Гарфії. У нього є брати Альваро, Серхио і Хайме.
Почав грати в теніс у віці чотирьох років в тенісній школі свого батька. Його кумиром в ранні роки був Рафаель Надаль і його нищівна гра на корті. У п'ятнадцять років він поступив в академію Equelite неподалік від міста Ель Пальмар і став тренуватися у відомого у минулому тенісиста Хуана Карлоса Ферреро.
Захоплюється також гольфом і футболом. Уболівальник футбольного клубу Реал Мадрид.

### Професійна кар'єра
У віці 16 років Алькарас дебютував у головному розіграші ATP у лютому 2019 року на Rio Open, перемігши свого земляка Альберта Віньйоласа Рамоса , 7–6(7–2), 4–6, 7–6(7–2) після  отримання спеціального запрошення для основної сітки індивідуального розряду.
У 17 років Алькарас пройшов кваліфікацію в основну сітку Відкритого чемпіонату Австралії, таким чином ставши наймолодшим учасником чоловічого індивідуального розряду. Він виграв свій дебютний матч на турнірах Великого шлема, перемігши опонента по кваліфікації Ботіка ван де Зандшульпа в усіх сетах, а потім програв у другому раунді Мікаелю Імеру.
Алькарас став наймолодшим переможцем матчу в історії тенісного турніру Madrid Open, перемігши Адріана Маннаріно і побивши рекорд 18-річного Рафаеля Надаля. У другому раунді він програв п'ятиразовому чемпіону Надалю у свій 18-й день народження.Наданий момент найвагоміший титул у його кар'єрі був здобутий змаганні Open de Oeiras III 2021 року, він увійшов у топ як наймолодший гравець у віці 18 років 24 травня 2021 року.
На Відкритому чемпіонаті Франції Алькарас вперше в кар'єрі вийшов до третього раунду турніру Великого шлема, перемігши Ніколоза Басілашвілі.
У липні 2021 року він пробився у свій перший фінал ATP на відкритому чемпіонаті Plava Laguna Croatia Open в Умагі, перемігши Альберта Рамоса-Віньоласа, сіяного з першим номером посіву, 6–2, 7–6(7–3).  Потім він виграв свій перший титул ATP, перемігши Рішара Гаске і став наймолодшим чемпіоном туру після того, як 18-річний Кей Нісікорі виграв Делей-Біч у 2008 році. Алькарас був наймолодшим іспанцем, який виграв титул ATP Tour, з того часу, як Надаль отримав свій перший трофей  у Сопоті у 2004 році.
На Вімблдоні він програв у другому раунді Данилу Медведєву.  На турнірі Winston-Salem Open Алькарас дійшов до 1/8 фіналу, перемігши Олексія Попиріна, а у своєму другому чвертьфіналі сезону переміг Мартона Фучовича, який посів четверте місце.  Він переміг Маркоса Хірона і вийшов у півфінал, де програв Мікаелю Імеру.
На Відкритому чемпіонаті США Алькарас переміг 3-ю ракетку світу Стефаноса Ціціпаса в тай-брейку в п'ятому сеті та вийшов у четвертий раунд. У 18 років Алькарас став наймолодшим учасником у четвертому раунді турніру Великого шлема після 17-річного Андрія Медведєва на Відкритому чемпіонаті Франції 1992 року та наймолодшим учасником у четвертому раунді US Open після 17-річного Майкла Чанга та  18-річного Піта Сампраса у році.  Потім він дійшов до чвертьфіналу, перемігши кваліфаєра Петера Гойовчика. Карлос став наймолодшим чвертьфіналістом US Open серед чоловіків у відкритій ери, і наймолодшим чвертьфіналістом на Відкритому чемпіонаті Франції року в індивідуальнім розряді після Міхаеля Чанга.  Потім він програв Феліксу Оже-Альяссіму через травму ноги отриману у другому сеті чвертьфінального поєдинку.
На турнірі «Erste Bank Open» у Відні, (Австрія), він переміг 7-му ракетку світу Маттео Берреттіні, що стало його другою найбільшою перемогою в кар'єрі та другою перемогою над гравцем з 10 найкращих у рейтингу. У результаті він дебютував як наймолодший гравець у топ-35 2 листопада 2021 року.
Під час своєї серії Rolex Paris Masters він переміг французького запрошеного на турнір П'єра-Гюга Ербера у трьох захоплюючих сетах у першому раунді. 3 листопада 2021 року у другому раунді турніру він переміг третього гравця з 10 найкращих гравців, Янніка Сіннера, у двох сетах, що стало його третьою перемогою над гравцем з топ-10. У третьому раунді він зазнав поразки від іншого французького тенісиста Уго Гастона у двох сетах поспіль.
12 вересня 2022 року Алькарас виграв Відкритий чемпіонат США з тенісу, обігравши у фіналі представника Норвегії Каспера Рууда (6:4, 2:6, 7:6(7:1), 6:3), та став наймолодшою першою ракеткою світу за всі часи.
На Відкритому чемпіонаті Австралії з тенісу 2023 Карлітос не взяв участь через травму. На Відкритому чемпіонаті Франції з тенісу 2023 Алькарас дійшов до півфіналу, поступившись Новаку Джоковичу у 4-х сетовому матчі (3:6, 7:5, 6:1, 6:1). Уже через місяць на Вімблдоні Карлос дійшов до фіналу турніру, де взяв реванш у 5-ти сетовому матчі у  Новака Джоковича (1:6, 7:6(8:6), 6:1, 3:6, 6:4).

## Фінал турніру Великого шлема

### Одиночні: 6 фіналів (5 перемог)
| Результат | Рік  | Турнір      | Поверхня | Опонент          | Рахунок                                 |
| --------- | ---- | ----------- | -------- | ---------------- | --------------------------------------- |
| Перемога  | 2022 | US Open     | Хард     | Каспер Рууд      | 6–4, 2–6, 7–6(7–1), 6–3                 |
| Перемога  | 2023 | Wimbledon   | Трава    | Новак Джокович   | 1–6, 7–6(8–6), 6–1, 3–6, 6–4            |
| Перемога  | 2024 | French Open | Ґрунт    | Александр Зверєв | 6–3, 2–6, 5–7, 6–1, 6–2                 |
| Перемога  | 2024 | Wimbledon   | Трава    | Новак Джокович   | 6–2, 6–2, 7–6(7–4)                      |
| Перемога  | 2025 | French Open | Ґрунт    | Яннік Сіннер     | 4–6, 6–7(4–7), 6–4, 7–6(7–3), 7–6(10–2) |
| Поразка   | 2025 | Wimbledon   | Трава    | Яннік Сіннер     | 6–4, 4–6, 4–6, 4–6                      |

## Виступи на турнірах
| Турнір                 | 2020 | 2021 | 2022 | 2023 | 2024 | 2025 | Титулів | В-П   | % Перемог |
| ---------------------- | ---- | ---- | ---- | ---- | ---- | ---- | ------- | ----- | --------- |
| Турніри Великого шлему |      |      |      |      |      |      |         |       |           |
| Australian Open        | A    | 2К   | 3К   | A    | ЧФ   | ЧФ   | 0 / 4   | 11–4  | 73%       |
| French Open            | 1Кв. | 3К   | ЧФ   | ПФ   | П    | П    | 2 / 5   | 25–3  | 89%       |
| Wimbledon              | NH   | 2К   | 4К   | П    | П    | Ф    | 2 / 5   | 24–3  | 89%       |
| US Open                | A    | ЧФ   | П    | ПФ   | 2К   |      | 1 / 4   | 17–3  | 85%       |
| Перемоги–поразки       | 0–0  | 8–4  | 16–3 | 17–2 | 19-2 | 17-2 | 5 / 18  | 77–13 | 86%       |

## Фінали турнірів ATP

### Одиночний розряд: 29 (22 титули, 7 поразок)
| Легенда                      |
| ---------------------------- |
| Турніри Великого шлему (5–1) |
| Літні Олімпійські ігри (0–1) |
| Фінал ATP (0–0)              |
| Тур ATP Мастерс 1000 (8–1)   |
| Тур ATP 500 (7–3)            |
| Тур ATP 250 (2–1)            |

| Фінали за покриттям |
| ------------------- |
| Тверде (7–1)        |
| Ґрунт (11–5)        |
| Трава (4–1)         |

| Фінали за умовами |
| ----------------- |
| Під небом (21–7)  |
| У залі (1–0)      |

| Результат | В-П  | Дата     | Турнір                                          | Tier         | Покриття    | Опонент                    | Рахунок                                 |
| --------- | ---- | -------- | ----------------------------------------------- | ------------ | ----------- | -------------------------- | --------------------------------------- |
| Перемога  | 1–0  | Лип 2021 | Відкритий чемпіонат Хорватії з тенісу, Хорватія | ATP 250      | Ґрунт       | Рішар Гаске                | 6–2, 6–2                                |
| Перемога  | 2–0  | Лют 2022 | Rio Open, Бразилія                              | ATP 500      | Ґрунт       | Дієго Шварцман             | 6–4, 6–2                                |
| Перемога  | 3–0  | Бер 2022 | Відкритий чемпіонат Маямі з тенісу, US          | Masters 1000 | Тверде      | Каспер Рууд                | 7–5, 6–4                                |
| Перемога  | 4–0  | Кві 2022 | Відкритий чемпіонат Барселони з тенісу, Іспанія | ATP 500      | Ґрунт       | Пабло Карреньо Буста       | 6–3, 6–2                                |
| Перемога  | 5–0  | Тра 2022 | Мастерс Мадрид, Іспанія                         | Masters 1000 | Ґрунт       | Александр Зверєв           | 6–3, 6–1                                |
| Поразка   | 5–1  | Лип 2022 | Hamburg European Open, Німеччина                | ATP 500      | Ґрунт       | Лоренцо Музетті            | 4–6, 7–6(8–6), 4–6                      |
| Поразка   | 5–2  | Лип 2022 | Хорватія Open, Хорватія                         | ATP 250      | Ґрунт       | Яннік Сіннер               | 7–6(7–5), 1–6, 1–6                      |
| Перемога  | 6–2  | Вер 2022 | Відкритий чемпіонат США з тенісу, US            | Grand Slam   | Тверде      | Каспер Рууд                | 6–4, 2–6, 7–6(7–1), 6–3                 |
| Перемога  | 7–2  | Лют 2023 | Argentina Open, Аргентина                       | ATP 250      | Ґрунт       | Кемерон Норрі              | 6–3, 7–5                                |
| Поразка   | 7–3  | Лют 2023 | Rio Open, Бразилія                              | ATP 500      | Ґрунт       | Кемерон Норрі              | 7–5, 4–6, 5–7                           |
| Перемога  | 8–3  | Бер 2023 | Indian Wells Open, US                           | Masters 1000 | Тверде      | Данило Медведєв            | 6–3, 6–2                                |
| Перемога  | 9–3  | Кві 2023 | Barcelona Open, Іспанія (2)                     | ATP 500      | Ґрунт       | Стефанос Ціціпас           | 6–3, 6–4                                |
| Перемога  | 10–3 | Тра 2023 | Madrid Open, Іспанія (2)                        | Masters 1000 | Ґрунт       | Ян-Леннард Штруфф          | 6–4, 3–6, 6–3                           |
| Перемога  | 11–3 | Чер 2023 | Queen's Club Championships, UK                  | ATP 500      | Трава       | Алекс де Мінор             | 6–4, 6–4                                |
| Перемога  | 12–3 | Лип 2023 | Вімблдонський турнір, UK                        | Grand Slam   | Трава       | Новак Джокович             | 1–6, 7–6(8–6), 6–1, 3–6, 6–4            |
| Поразка   | 12–4 | Сер 2023 | Мастерс Цинциннаті, US                          | Masters 1000 | Тверде      | Новак Джокович             | 7–5, 6–7(7–9), 6–7(4–7)                 |
| Перемога  | 13–4 | Бер 2024 | Indian Wells Open, US (2)                       | Masters 1000 | Тверде      | Медведєв Данило Сергійович | 7–6(7–5), 6–1                           |
| Перемога  | 14–4 | Чер 2024 | Відкритий чемпіонат Франції з тенісу, Франція   | Grand Slam   | Ґрунт       | Александр Зверєв           | 6–3, 2–6, 5–7, 6–1, 6–2                 |
| Перемога  | 15–4 | Лип 2024 | Wimbledon, UK (2)                               | Grand Slam   | Трава       | Новак Джокович             | 6–2, 6–2, 7–6(7–4)                      |
| Поразка   | 15–5 | Сер 2024 | Теніс на Олімпійських іграх, Франція            | Olympics     | Ґрунт       | Новак Джокович             | 6–7(3–7), 6–7(2–7)                      |
| Перемога  | 16–5 | Жов 2024 | China Open, КНР                                 | ATP 500      | Тверде      | Jannik Sinner              | 6–7(6–8), 6–4, 7–6(7–3)                 |
| Перемога  | 17–5 | Лют 2025 | Rotterdam Open, Нідерланди                      | ATP 500      | Тверде (i)  | Алекс де Мінаур            | 6–4, 3–6, 6–2                           |
| Перемога  | 18–5 | Кві 2025 | Мастерс Монте-Карло, Франція/Монако             | Masters 1000 | Ґрунт       | Лоренцо Музетті            | 3–6, 6–1, 6–0                           |
| Поразка   | 18–6 | Кві 2025 | Barcelona Open, Іспанія                         | ATP 500      | Ґрунт       | Гольгер Руне               | 6–7(6–8), 2–6                           |
| Перемога  | 19–6 | Тра 2025 | Italian Open                                    | ATP 1000     | Ґрунт (red) | Яннік Сіннер               | 7–6(7–5), 6–1                           |
| Перемога  | 20–6 | Тра 2025 | Відкритий чемпіонат Франції з тенісу            | Grand Slam   | Ґрунт (red) | Яннік Сіннер               | 4–6, 6–7(5–7), 6–4, 7–6(7–3), 7–6(10–2) |
| Перемога  | 21–6 | Чер 2025 | Queen's Club Championships, Велика Британія     | ATP 500      | Трава       | Їржі Легечка               | 7–5, 6–7(5–7), 6–2                      |
| Поразка   | 21–7 | Чер 2025 | Вімблдонський турнір, Велика Британія           | Grand Slam   | Трава       | Яннік Сіннер               | 4–6, 6–4, 6–4, 6–4                      |
| Перемога  | 22–7 | Сер 2025 | Мастерс Цинциннаті, США                         | ATP 1000     | Тверде      | Яннік Сіннер               | 5–0 ret.                                |

## Ігри з топ-10
На цей час Карлос Алькарас провів 8 матчів з суперниками із топ-10:
| Гравець           | Рахунок |
| ----------------- | ------- |
| Рафаель Надаль    | 0:2     |
| Данило Медведєв   | 0:3     |
| Стефанос Циципас  | 3:2     |
| Александер Зверев | 0:2,0:2 |
| Маттео Береттіні  | 2:1     |
| Каспер Руд        | 2:0     |
| Янік Сіннер       | 2:0     |

## Next Gen ATP Finals 2021
З 9 по 13 листопада проходив Підсумковий тенісний турнір U-21 (для найкращих тенісистів віком до 21-го року). Цьогоріч турнір відбувався у Мілані(Італія). Головним фаворитом вважався 18-річний Карлос Алькарас (ATP 32). В результаті Карлос Алькарас оформив 5 перемог в 5 матчах і віддав суперникам лише один сет. У фіналі він переміг 21-річного Себастьяна Корду (ATP 39) з рахунком 3:0 по сетах. Алькарас став першим іспанцем, який виграв на Підсумковому турнірі U-21.Другий розіграш поспіль на турнірі перемагає тенісист у віці 18 років(у сезоні 2019 титул завоював Яннік Сіннер).
Карлос записав на свій рахунок 32 перемоги за сезон. Востаннє тенісистові у віці 18 років вдалося виграти таку кількість матчів за рік ще у далекому 1992 році. Тоді українець Андрій Медведєв завершив сезон із 32 перемогами в активі.